# Manuel Vázquez Montalbán
Manuel Vázquez Montalbán (Barcellona, 14 luglio 1939 – Bangkok, 18 ottobre 2003) è stato uno scrittore, saggista, giornalista, poeta e gastronomo spagnolo.

## Biografia
Figlio unico di una sarta e di un militante del PSUC (Partito Socialista Unificato di Catalogna), conosce il padre, detenuto in carcere, solo alla sua liberazione, quando ha 5 anni. Anche lui più tardi militerà nello stesso partito, nel quale entrerà nel 1961, diventando poi membro del Comitato Centrale.
Si laurea in Filosofia e Lettere all'Università autonoma di Barcellona e studia alla locale Scuola di giornalismo. In questo periodo conosce la sua futura moglie, la storica Anna Sallés Bonastre.
Nel 1962 un tribunale di guerra lo condanna a 3 anni di reclusione per aver partecipato ad attività della resistenza antifranchista durante una manifestazione di studenti universitari in sostegno allo sciopero dei minatori nelle Asturie e viene così incarcerato nella prigione di Lerida , dove scrive il suo primo libro, il saggio Informe sobre la información.
Dopo aver scontato la pena solo per 18 mesi nel carcere di Lerida (lo stesso penitenziario dove fu detenuto il protagonista dei romanzi dell'investigatore Carvalho), può beneficiare nell'ottobre del 1963 dell'amnistia (più precisamente si trattò di un indulto) che il regime franchista concede per alcuni tipi di reati per onorare la morte del Papa Giovanni XXIII. Egli inizia la propria carriera giornalistica per la testata Triunfo, iniziando poi a collaborare a diverse pubblicazioni, come Siglo XX, Tele/Xprés, Por Favor, e, successivamente, anche con El País e Interviú, per i quali ha lavorato fino alla propria morte.
Nel 1966 nasce il suo unico figlio, Daniel Vázquez Sallés, che diventerà anch'egli scrittore e giornalista.
Nel 1967 pubblica la sua prima raccolta di poesia, Una educación sentimental, seguita da una seconda nel 1969 Movimientos sin éxito, che lo fa ricondurre al gruppo di poeti definiti novisimos. Nello stesso anno vengono pubblicati anche il suo primo romanzo, Recordando a Dardé, e alcuni racconti, prime prove della sua abilità narrativa.
Nel 1972 fa la sua prima apparizione, nel romanzo sperimentale Ho ammazzato J. F. Kennedy, il detective privato Pepe Carvalho, protagonista di una serie di romanzi che porteranno Vázquez Montalbán a godere di un apprezzamento internazionale. 
Tuttavia la prima vera inchiesta condotta da Carvalho quale investigatore privato avverrà nel romanzo del 1974 Tatuaggio, il cui titolo fu ispirato da una melodia spagnola degli anni quaranta, che Vazquez Montalbán aveva precedentemente elogiato come "canzone eccezionale" in un articolo pubblicato nel 1969 nella rivista spagnola Triunfo. .
La sua passione e le sue conoscenze culinarie entreranno, attraverso i suoi personaggi, a far parte stabilmente delle commedie umane narrate nelle sue opere, caratterizzandoli e rendendo comprensibili le sfumature delle loro personalità. 
Nel 1979 riceve il Premio Planeta per l'opera I mari del sud, che vede come protagonista proprio il detective Carvalho.
In Italia viene pubblicato per la prima volta nel 1980, quando l'editore Beppe Costa della Pellicanolibri Edizioni dà alle stampe il libro Manifesto subnormale, grazie anche all'apprezzamento che Leonardo Sciascia nutriva nei suoi confronti. Va ricordata anche l'amicizia che lo ha legato ad Andrea Camilleri, che in suo onore chiamò il protagonista dei suoi più celebri romanzi, il commissario Montalbano.
In una pubblicazione sulla gastronomia dell'investigatore Carvalho, egli spiegò che "il mio amico Camilleri dedicò il mio cognome al suo commissario Montalbano dopo aver apprezzato moltissimo il mio romanzo Il Pianista"..In Italia le sue opere sono state tradotte per la massima parte dalla scrittrice Hado Lyria.
Si dedica poi anche ad altri romanzi di narrativa, come il sopra citato Il pianista (1985) e Galíndez (1990), e ad altre opere di genere saggistico, poetico e storico. Fra queste va ricordata la biografia del Caudillo, Io, Franco, pubblicata nel 1992 e considerata un'opera di notevole spessore letterario e storico, Un polacco alla corte del Re Juan Carlos (1996) e La Aznarità (2003), profonda critica al governo di José María Aznar.
È anche stato autore di opere teatrali, tra le quali il libretto del musical in catalano Flor de nit, realizzato dalla compagnia Dagoll Dagom all'inizio degli anni Novanta. Tale opera è una delle poche che Vázquez-Montalbán realizzò in lingua catalana.
Tecnico della gastronomia e della tavola, ha raccolto in una serie di volumi scritti in lingua madre la summa gastronomica della cucina spagnola. 
Tra i vari saggi da lui scritti è da ricordare il saggio Contro i gourmet, in cui si delinea in modo critico la storia della gastronomia.
Nel 1995 riceve il Premio nazionale delle Lettere Spagnole come riconoscimento per tutta la propria opera.
Di ritorno da "un ciclo di conferenze in Australia e Nuova Zelanda e in attesa di imbarcarsi sul volo diretto a Madrid", Manuel Vázquez Montalbán muore il 18 ottobre 2003 nell'aeroporto di Bangkok a causa di un infarto. Lo scrittore era da molti anni cardiopatico e, più precisamente, "dopo una preoccupante crisi cardiaca di fine agosto, il 7 settembre 1994 aveva già subito un difficile intervento chirurgico con inserimento di quattro by-pass".
Nel 2006 è stato assegnato il primo Premio Carvalho, dedicato alla produzione letteraria di genere poliziesco.
Il 3 febbraio 2009 è stata inaugurata a Barcellona la piazza Manuel Vázquez Montalbán, che si trova tra la calle de Sant Rafael e la Rambla del Raval, vicino al luogo che dette i natali allo scrittore.

## Riconoscimenti
- 1979 - Premio Planeta per I mari del sud
- 1989 - Premio letterario Racalmare Leonardo Sciascia per Assassinio al Comitato Centrale
- 1991 - Premio Nazionale di Narrativa per Galíndez
- 1992 - Premio Europeo di Letteratura per Galindez
- 1994 - Premio Internazionale di Letteratura Ennio Flaiano per Io, Franco
- 1995 - Premio nazionale delle Lettere Spagnole
- 2000 - Premio Grinzane Cavour

## Opere

### Romanzi e racconti con protagonista Pepe Carvalho
1. 1972 - Ho ammazzato J. F. Kennedy (Yo maté a Kennedy)
2. 1974 - Tatuaggio (Tatuaje)
3. 1977 - La solitudine del manager (La soledad del manager)
4. 1979 - I mari del Sud (Los mares del Sur)
5. 1981 - Assassinio al Comitato Centrale (Asesinato en el Comité Central)
6. 1983 - Gli uccelli di Bangkok (Los pájaros de Bangkok)
7. 1984 - La rosa di Alessandria (La rosa de Alejandría)
8. 1986 - Le terme (El balneario)
9. 1987 - Storie di fantasmi (Historias de fantasmas) (racconti)
10. 1987 - Storie di padri e figli (Historias de padres e hijos) (racconti)
11. 1987 - Storie di politica sospetta (Historias de política ficción) (racconti)
12. 1987 - Tre storie d'amore (Tres historias de amor) (racconti)
13. 1987 - Assassinio a Prado del Rey (Asesinato en Prado del Rey y otras historias sórdidas) (racconti)
14. 1988 - Il centravanti è stato assassinato verso sera (El delantero centro fue asesinado al atardecer)
15. 1991 - Il labirinto greco (El laberinto griego)
16. 1993 - Sabotaggio olimpico (Sabotaje olímpico)
17. 1994 - Il fratellino (El hermano pequeño) (racconti)
18. 1994 - Luis Roldán né vivo né morto (Roldán, ni vivo ni muerto)
19. 1996 - Il premio (El premio)
20. 1997 - Quintetto di Buenos Aires (Quinteto de Buenos Aires)
21. 2000 - L'uomo della mia vita (El hombre de mi vida)
22. 2004 - Millennio 1. Pepe Carvalho sulla via di Kabul (Milenio. Carvalho I. Rumbo a Kabul)
23. 2005 - Millennio 2. Pepe Carvalho, l'addio (Milenio. Carvalho II: En las antipodas)

In Italia pubblicato da
i canguri Feltrinelli 2005
ISBN 88-07701685
- 2013 - La bella di Buenos Aires (La muchacha que pudo ser Emmanuelle, in Spagna pubblicato a puntate sul quotidiano "El País" nell'agosto 1997)  ISBN 978-88-07-01938-8

Della serie Carvalho fanno parte anche un volume di ricette:
- 1988 - Le ricette di Pepe Carvalho (Las recetas de Carvalho)

ed altre opere di narrativa ancora inedite in Italia:
- 1997 - Antes de que el milenio nos separe (monologo teatrale)

questo monologo è stato pubblicato nella raccolta "Carvalho indaga", edito Feltrinelli, ottobre 2016

### Altre opere di narrativa
- 1969 - Recordando a Dardé y otros relatos (il romanzo fu ripubblicato nel volume Tres novelas ejemplares mentre i racconti furono ripubblicati nel volume Pigmalión y otros relatos)
- 1970 - Manifesto Subnormale (Manifiesto subnormal), edito in italiano per la prima volta da Pellicanolibri, 1980
- 1974 - Happy end (poi ripubblicato in Escritos subnormales ed in Tres novelas ejemplares)
- 1983 - Tres novelas ejemplares (oltre a Recordando a Dardé e Happy end, contiene il romanzo inedito La vida privada del doctor Betriu)
- 1985 - Il pianista (El pianista)
- 1986 - El matarife (ripubblicato poi in Pigmalión y otros relatos)
- 1987 - Gli allegri ragazzi di Atzavara (Los alegres muchachos de Atzavara)
- 1987 - Dallo spillo all'elefante (Pigmalión y otros relatos, oltre ai racconti già citati, ne contiene altri inediti)
- 1988 - Quartetto (Cuarteto)
- 1988 - Escritos subnormales (raccoglie Happy End, Guillermotta en el país de las Guillerminas, Cuestiones marxistas e Manifiesto subnormal)
- 1990 - Galíndez (Galíndez)
- 1992 - Io, Franco (Autobiografía del general Franco)
- 1995 - Lo strangolatore (El estrangulador)
- 1995 - Riflessioni di Robinson davanti a centoventi baccalà (Reflexiones de Robinsón ante un bacalao)
- 1998 - Bolero o Sobre la recuperación de los barrios históricos en las ciudades con vocación postmoderna (all'interno della raccolta di racconti Barcelona, un dia)
- 1998 - O Cesare o nulla (O César o nada)
- 1998 - Lecciones de geografía e historia en un hogar de El Ferrol (Galicia). Otoño de 1898 (all'interno della raccolta di racconti Gentes del 98)
- 1999 - Il signore dei Bonsai (El señor de los bonsáis)
- 2000 - La Méditerranée invertébrée [Maison méditerranéenne des sciences de l'homme]. Traduzione italiana Mediterraneo invertebrato racconto in Rappresentare il Mediterraneo. Lo sguardo spagnolo [Mesogea (2002)]
- 2002 - Erec e Enide (Erec y Enide)
- 2023 -opera ritrovata postuma negli archivi Los Papeles de Admunsen (Los Papeles de Admunsen)

### Saggistica
- 1963 - Informe sobre la Información
- 1971 - Crónica sentimental de España
- 1972 - Joan Manuel Serrat
- 1972 - Cien años de deporte
- 1972 - Política y deporte
- 1973 - El libro gris de Televisión Española
- 1973 - Las noticias y la información
- 1973 - La vía chilena al golpe de estado
- 1974 - La penetración americana en España
- 1974 - Cien años de canción y Music Hall
- 1974 - Lo mejor de Por Favor
- 1975 - La Capilla Sixtina: del proceso de Burgos al espíritu de febrero
- 1976 - 1975: el año del ¡Ay, Ay, Ay!
- 1976 - ¿Qué es el Imperialismo?
- 1977 - Diccionario del Franquismo
- 1977 - Cómo liquidaron al franquismo en dieciséis meses y un día
- 1977 - Imágenes y recuerdos. 1919-1930. La rebelión de las masas
- 1977 - L'art del menjar a Catalunya (in catalano)
- 1978 - Los demonios familiares de Franco
- 1979 - La palabra libre en la ciudad libre
- 1980 - Historia y comunicación social
- 1980 - Las Cocinas de España: Cataluña; Extremadura; Galicia; Valencia
- 1981 - Ricette immorali (Recetas inmorales) ISBN 978-88-07-88336-1
- 1984 - Mis almuerzos con gente inquietante
- 1985 - Diàlegs a Barcelona (in catalano)
- 1985 - Crónica sentimental de la transición
- 1985 - Contra los gourmets
- 1986 - Tiempo para la mesa
- 1987 - Barcelones (Barcelones)
- 1988 - Rafael Ribó: l'optimisme de la raó (in catalano)
- 1989 - L'esquerra necessària (in catalano)
- 1989 - La Mosca della rivoluzione (Moscú de la revolución) ISBN 978-88-07-72032-1
- 1991 - Veinticinco años, veinticinco anuarios: del apagón de Nueva York a la caída del muro de Berlín
- 1991 - Gaugin (Gauguin)
- 1991 - Barcelona, cap a on vas? Diàlegs per a una altra Barcelona (in catalano)
- 1992 - La literatura y la construcción de la ciudad democrática
- 1992 - Decàleg del culé (in catalano)
- 1993 - Novela negra, novela política
- 1994 - Felípicas (Sobre las miserias de la razón práctica)
- 1994 - Ría de Bilbao: vulkanoren sutegia
- 1994 - Pamphlet dal pianeta delle scimmie (Panfleto desde el planeta de los simios) ISBN 978-88-07-72157-1
- 1995 - Pasionaria e i sette nani (Pasionaria y los siete enanitos)
- 1995 - Les meves receptes de cuina catalana (in catalano)
- 1995 - El poder
- 1996 - Un polacco alla corte del Re Juan Carlos (Un polaco en la corte del rey Juan Carlos)
- 1997 - Lo scriba seduto (El escriba sentado)
- 1997 - Elogis desmesurats (in catalano)
- 1998 - Calcio, una religione alla ricerca del suo Dio (pubblicato in Italia nel 1998 dall'editore Frassinelli. L'edizione spagnola , riveduta e ampliata, fu pubblicata nel 2005 sulla base della versione che, secondo quanto il figlio Daniel scrive nell'introduzione, fu rielaborata partendo dal testo ritrovato nel portatile dello scrittore nell'aeroporto di Bangkok[7] )
- 1998 - La literatura en la construcción de la ciudad democrática
- 1998 - E Dio entrò all'Avana (Y Dios entró en La Habana)
- 1999 - Marcos: il signore degli specchi  (Marcos: el señor de los espejos)
- 2003 - Il potere e la boria (La Aznaridad)
- 2003 - Geometría y compasión
- 2008 - Jack El Decorador

### Poesia
- 1967 - Una educación sentimental
- 1969 - Movimientos sin éxito
- 1973 - Coplas a la muerte de mi tía Dianela
- 1973 - A la sombra de las muchachas sin flor
- 1982 - Praga
- 1986 - Memoria y deseo. Poesía (1963 - 1983)
- 1990 - Pero el viajero que huye
- 1996 - Memoria y deseo. Poesía (1967 - 1990)
- 1997 - Città (Ciudad)
- 2001 - Ars amandi

### Teatro
- 1992 - Flor de nit (libretto per opera di teatro musicale)